# Monniotus ramosus
Monniotus ramosus is een zakpijpensoort uit de familie van de Protopolyclinidae. De wetenschappelijke naam van de soort is voor het eerst geldig gepubliceerd in 1988 door Millar.